# Lawa Lawa Luo Idanotae
Lawa Lawa Luo Idanotae is een bestuurslaag in het regentschap Nias Selatan van de provincie Noord-Sumatra, Indonesië. Lawa Lawa Luo Idanotae telt 1207 inwoners (volkstelling 2010).